# Reformierte Kirche Langwies

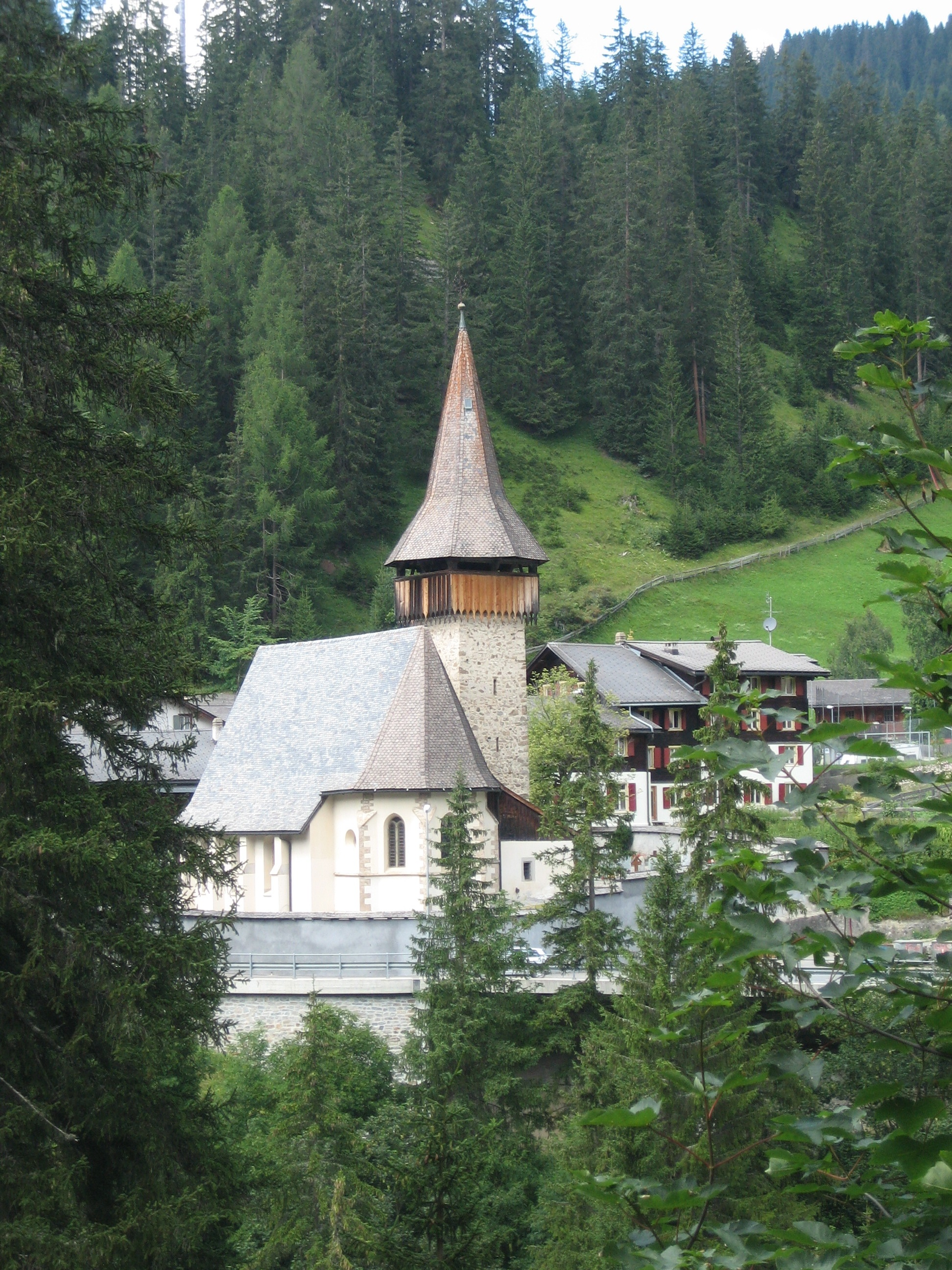
Reformierte Kirche Langwies

Die reformierte Kirche in Langwies im Schanfigg ist ein evangelisch-reformiertes Gotteshaus, das schon von weitem durch seinen Turm mit offener Glockenstube und Achteckhelm auffällt und die Landschaft prägt.
Das denkmalgeschützte Bauwerk ist als B-Objekt geführt, als Kulturgut von regionaler Bedeutung des Kantons Graubünden.

## Geschichte und Ausstattung
Die Kirche, ursprünglich Maria geweiht, geht zurück auf eine hochmittelalterliche Stiftung eines Hans Mattlis, genannt Pregenzer, aus dem Jahr 1384. Die Kirchweihe erfolgte 1385, ebenso die Weihe des Altars, der der Katharina von Alexandrien gewidmet wurde.
Im Jahr 1475 löste sich Langwies von der Mutterkirche in St. Peter und wurde zur eigenständigen Pfarrei. Von dieser trennte sich 1492/93 wiederum Arosa, das sein eigenes Bergkirchli errichtete.
Die älteste Bausubstanz des Turms und des einschiffigen Langhauses datieren aus der Zeit der Kirchweihe. Der Neubau des Chors erfolgte 1477. 1488 versahen Steffan Klain und Andreas Bühler das Langhaus und den Chor mit einem spätgotischen Gewölbe.
Langwies nahm 1530 durch den Prädikanten Philipp Gallicius als erste Kirchgemeinde im Schanfigg die Reformation an. 
An der Nordwand des Kirchenschiffs wurden 1917 Wandmalereien, u. a. mit Motiven der Passion Jesu Christi, vom Ende des 14. Jahrhunderts freigelegt. Ein spätgotischer Taufstein mit Deckel von 1751 bildet den Mittelpunkt des Kircheninneren. Die Holzkanzel geht auf das Jahr 1751 zurück. Die einmanualige Orgel aus dem Jahr 1774 stammt von Pankratius Kayser.

### Gründungserzählung
Der Legende nach gab es Streitereien ob der Frage nach dem rechten Ort für den Kirchenbau. Gemeinsam befand man folgende Lösung für gut: ein weisser Ochse sollte einen ganzen Tag lang ohne Hirten weiden dürfen und der Platz, an dem er sich am Abend dann zur Ruhe legen würde, sollte der von allen akzeptierte Ort der neuen Kirche sein. Der Ochse aber durchkreuzte das Ansinnen, indem er sich an einem Platz schlafen legte, der sich unter dem Tschuggen befand. Der Ort wird noch heutigentags Chilchboden genannt. Doch liegt er derart weit abseits, dass er unmöglich als Bauplatz dienen konnte.

## Kirchliche Organisation
Langwies gehört mit seiner Kirche als eigenständige Kirchgemeinde zur evangelisch-reformierten Landeskirche Graubünden.

## Galerie

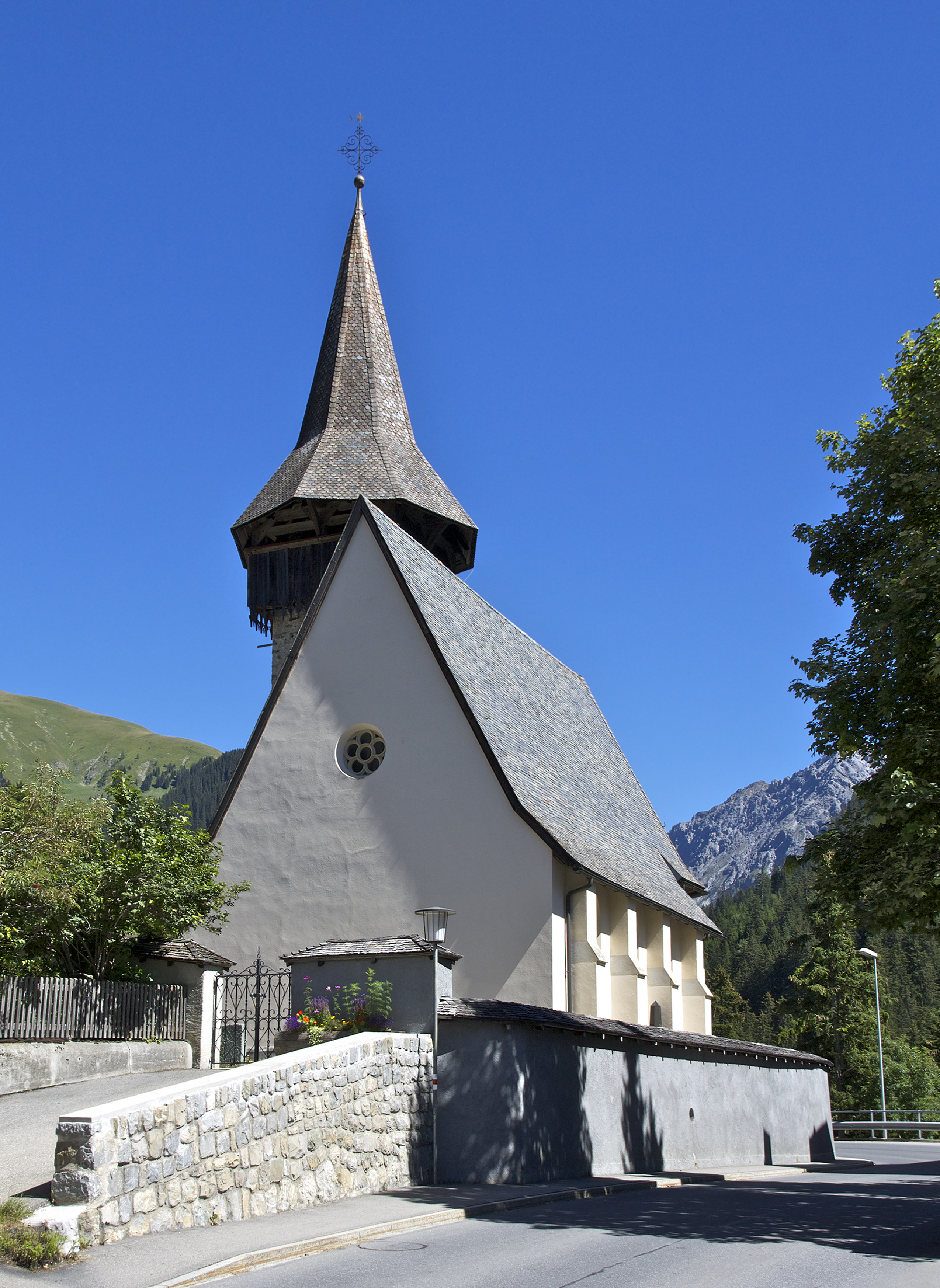
West- und Südfassade
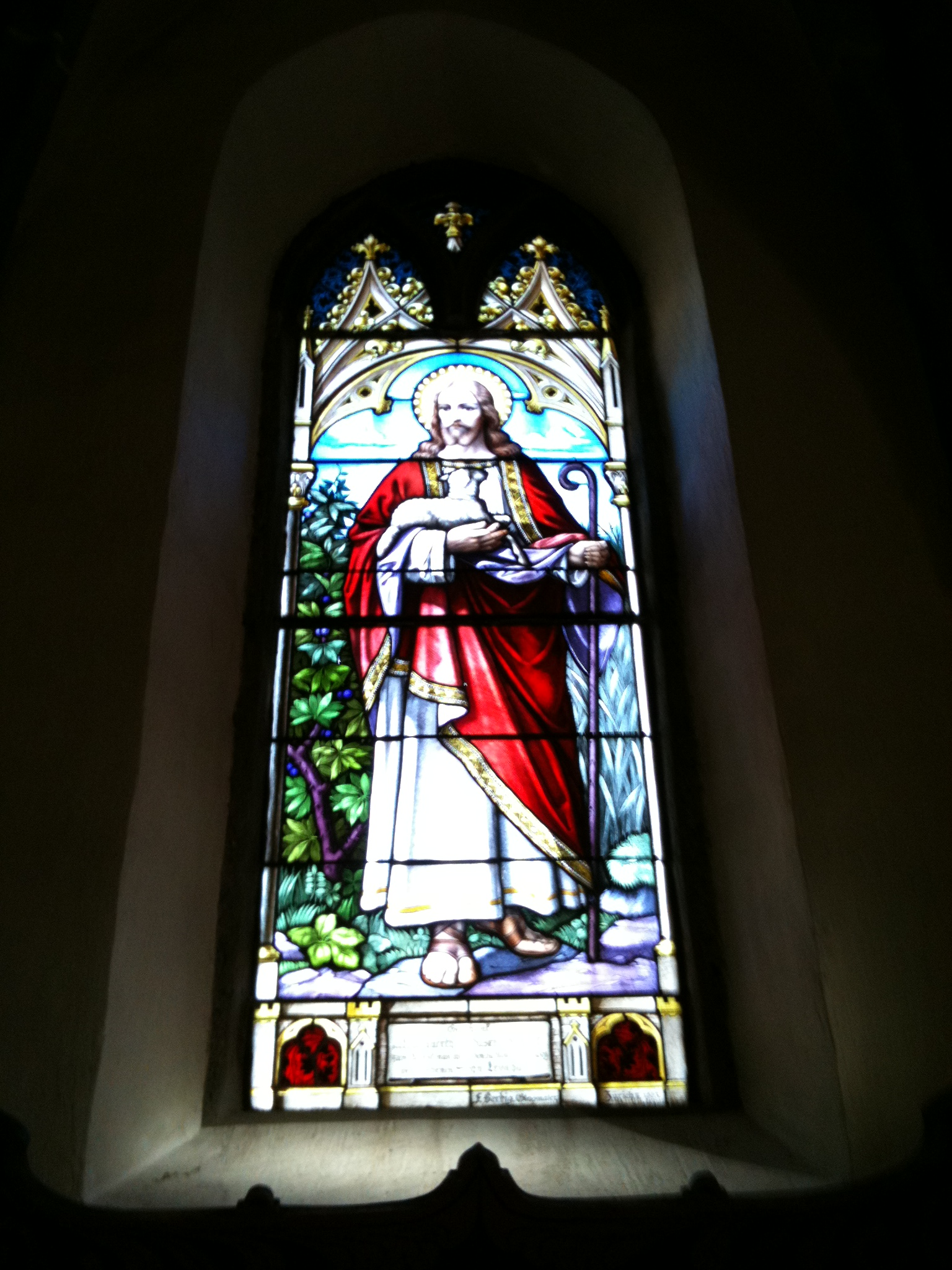
Glasfenster im Chor
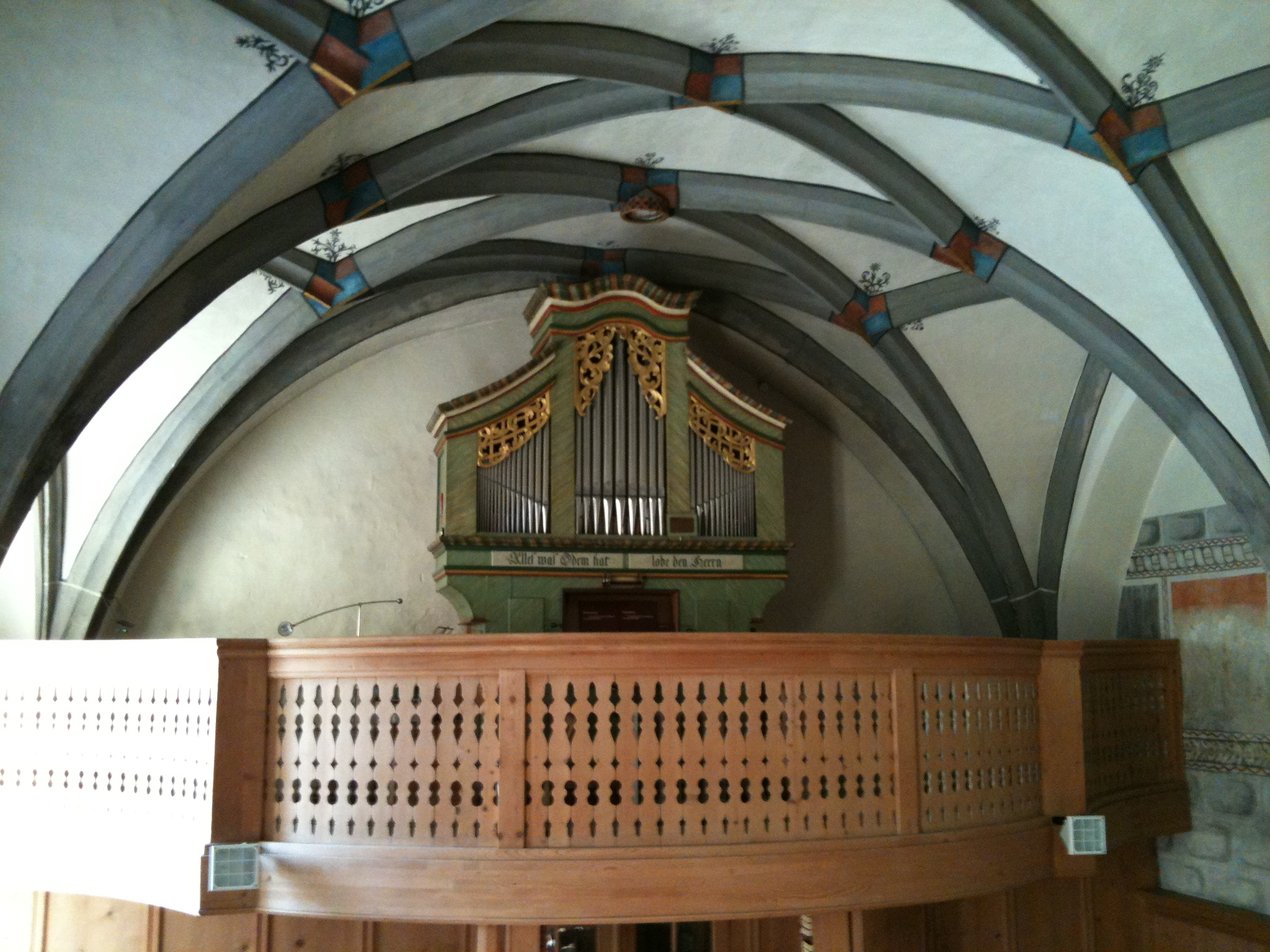
Orgel auf der Empore (letztere seit 1917 an der Westwand, zuvor an der Nordwand)
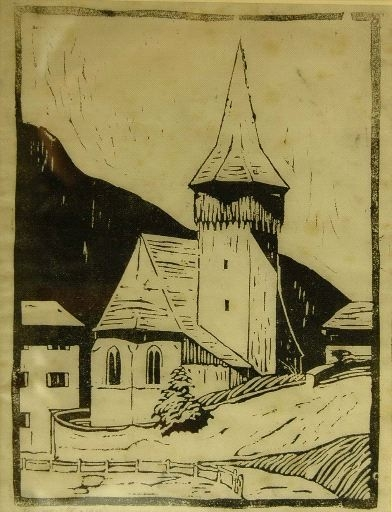
Auf einem Linolschnitt von 1915
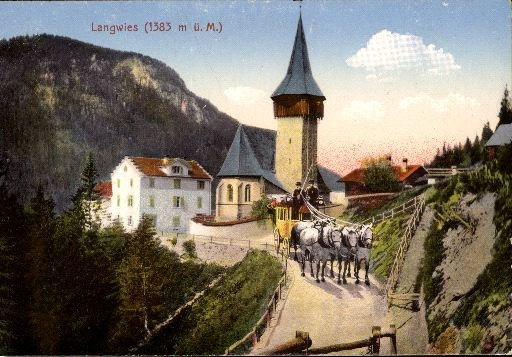
Auf einer Ansichtskarte von 1929